# بالگه
بالگ (به آلمانی: Balge) یک شهر در آلمان است که در Marklohe واقع شده‌است. بالگ ۱٬۸۲۵ نفر جمعیت دارد.